# 金ケ崎町
金ケ崎町（かねがさきちょう）は、岩手県南西内陸部の胆沢郡に属する町。

## 概要

### 地理
- 山岳：駒ヶ岳
- 河川：北上川、胆沢川、永沢川、宿内川など
- 池沼・ダム：八郎沼、千貫石ダム、橇引沢溜池など

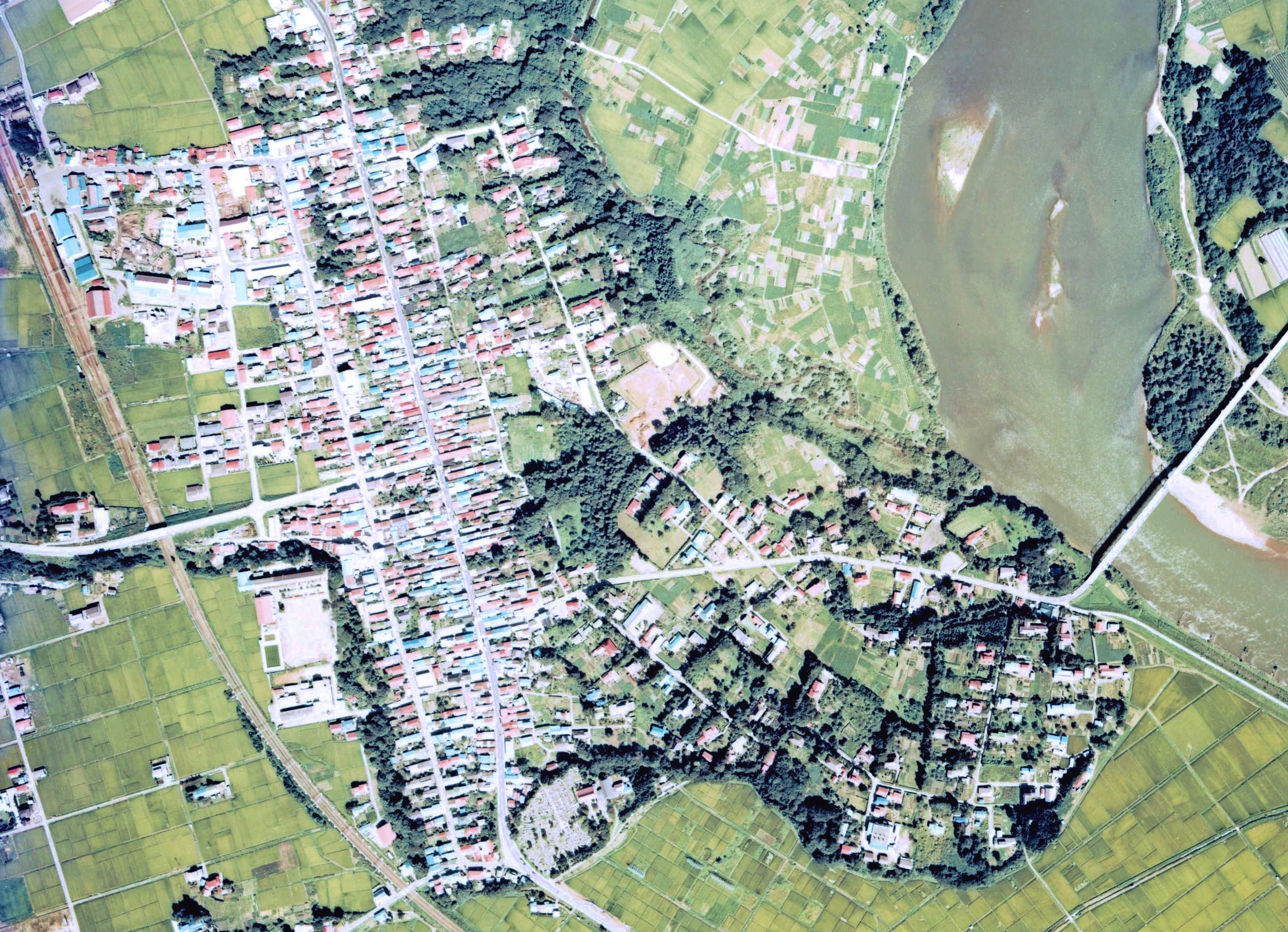
金ケ崎町中心部の空中写真。
（1976年撮影）

### 人口
| |                                          |  |
| 金ケ崎町と全国の年齢別人口分布（2005年） | 金ケ崎町の年齢・男女別人口分布（2005年） |  |
| ■紫色 ― 金ケ崎町 ■緑色 ― 日本全国 | ■青色 ― 男性 ■赤色 ― 女性                |  |
| 金ケ崎町（に相当する地域）の人口の推移 \| 1970年（昭和45年） \| 14,872人 \| \| \| 1975年（昭和50年） \| 14,653人 \| \| \| 1980年（昭和55年） \| 14,973人 \| \| \| 1985年（昭和60年） \| 16,250人 \| \| \| 1990年（平成2年） \| 15,672人 \| \| \| 1995年（平成7年） \| 15,923人 \| \| \| 2000年（平成12年） \| 16,383人 \| \| \| 2005年（平成17年） \| 16,396人 \| \| \| 2010年（平成22年） \| 16,325人 \| \| \| 2015年（平成27年） \| 15,895人 \| \| \| 2020年（令和2年） \| 15,535人 \| \| |                                          |  |
| 総務省統計局 国勢調査より |                                          |  |
| 1970年（昭和45年） | 14,872人                                 |  |
| 1975年（昭和50年） | 14,653人                                 |  |
| 1980年（昭和55年） | 14,973人                                 |  |
| 1985年（昭和60年） | 16,250人                                 |  |
| 1990年（平成2年） | 15,672人                                 |  |
| 1995年（平成7年） | 15,923人                                 |  |
| 2000年（平成12年） | 16,383人                                 |  |
| 2005年（平成17年） | 16,396人                                 |  |
| 2010年（平成22年） | 16,325人                                 |  |
| 2015年（平成27年） | 15,895人                                 |  |
| 2020年（令和2年） | 15,535人                                 |  |

平成27年国勢調査より前回調査からの人口増減をみると、2.63％減の15,895人であり、増減率は県下33市町村中6位。

### 隣接自治体
- 北上市
- 奥州市

## 歴史

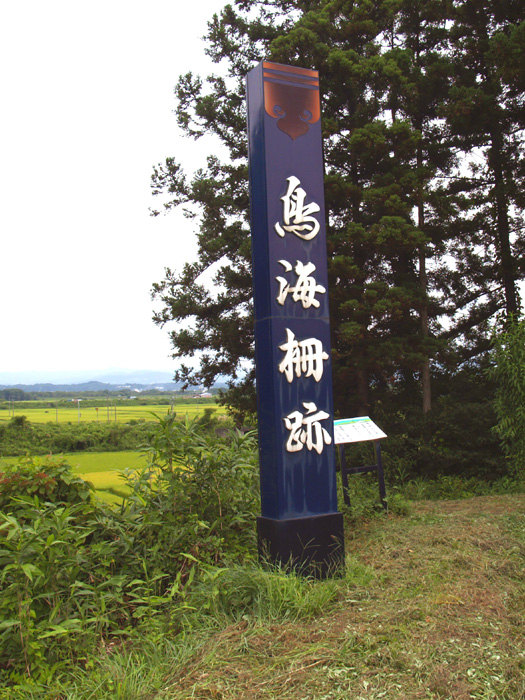
平安時代に奥六郡を支配した豪族安倍氏の城柵である鳥海柵跡

古代には大和朝廷の蝦夷征伐や前九年の役、後三年の役などの戦場となり、中世には胆沢郡主である柏山氏が大林城に居城して胆沢地方一帯を治め、近世には伊達藩北限の町として南部藩と国境を接していた。

### 沿革
- 1889年（明治22年）4月1日 - 町村制が施行され、胆沢郡西根村・三ヶ尻村の区域をもって金ヶ崎村が成立。
- 1925年（大正14年）9月1日 - 町制施行し、金ヶ崎町となる。
- 1954年（昭和29年）10月1日 - 北上市の一部（旧・相去村の一部）を編入する（現在の金ケ崎町六原地域）。
- 1955年（昭和30年）3月1日 - 永岡村と新設合併し、新たに金ヶ崎町となる。町章を制定する[1]。
- 2007年（平成19年）10月1日 - 金ケ崎町に改称[2]。ただし以前より行政においても「金ヶ崎町」表記と「金ケ崎町」表記が混在していた。

## 行政
- 町長：髙橋寛寿（たかはし かんじゅ・1期目）

### 歴代首長
| 代 | 氏名       | 就任日                     | 退任日                    | 出典  | 備考 |
| -- | ---------- | -------------------------- | ------------------------- | ----- | ---- |
|    | 細目退助   | 1893年（明治26年）4月      | 1896年（明治29年）3月     | [ 3 ] |      |
|    | 添田寿治   | 1904年（明治37年）5月頃    | 1909年（明治42年）11月    | [ 3 ] |      |
|    | 佐藤重恭   | 1910年（明治43年）2月      | 1918年（大正7年）1月      | [ 4 ] | 2期  |
|    | 添田寿治   | 1918年（大正7年）2月       | 1926年（大正15年）12月    | [ 4 ] | 再任 |
|    | 佐藤重恭   | 1928年（昭和3年）6月       | 1935年（昭和10年）9月7日  | [ 5 ] | 再任 |
|    | 大松沢千之 | 1935年（昭和10年）9月25日  | 1939年（昭和14年）9月24日 | [ 5 ] |      |
|    | 鈴森秀一   | 1939年（昭和14年）10月10日 | 1943年（昭和18年）10月9日 | [ 5 ] |      |
|    | 佐藤秀七   | 1944年（昭和19年）3月27日  | 1944年（昭和19年）6月26日 | [ 5 ] |      |
|    | 大松沢千助 | 1967年（昭和42年）2月      | 1971年（昭和46年）4月29日 | [ 6 ] |      |
|    | 相原林美   | 1971年（昭和46年）4月30日  | 1978年（昭和51年）1月30日 | [ 6 ] | 2期  |
|    | 山路勝男   | 1978年（昭和51年）3月19日  | 1991年（平成2年）3月18日  | [ 6 ] | 3期  |
|    | 高橋紀雄   | 1991年（平成2年）3月19日   | 2006年（平成18年）3月18日 |       | 4期  |
|    | 高橋由一   | 2006年（平成18年）3月19日  | 2022年（令和4年）3月18日  |       | 4期  |
|    | 髙橋寛寿   | 2022年（令和4年）3月19日   | 現職                      |       |      |

### 広域行政
- 奥州金ケ崎行政事務組合
奥州市と金ケ崎町の1市1町により設置され、ごみ処理、消防防災、水道の三分野を一つにした全国でも数少ない一部事務組合。

## 姉妹都市・友好都市

### 国内
- 大衡村（宮城県 黒川郡）
  - 2016年（平成28年）12月に友好都市提携

### 海外
- 長春市（中華人民共和国 吉林省）
  - 1989年（平成元年）2月に友好都市提携
- アマースト町（アメリカ合衆国 マサチューセッツ州）
  - 1993年（平成5年）8月に姉妹都市提携
- ライネフェルデ＝ヴォアビス市（ドイツ連邦共和国 テューリンゲン州）
  - 2002年（平成14年）9月に姉妹都市提携

## 公的機関・公共施設

### 警察
岩手県警察
- 奥州警察署（管轄：金ケ崎町・奥州市）
  - 金ケ崎交番
  - 永岡駐在所
- 機動捜査隊県南分駐隊（管轄：金ケ崎町・一関市・北上市・奥州市・平泉町・西和賀町）
- 交通機動隊水沢分駐隊（管轄：金ケ崎町・一関市・奥州市・平泉町）

### 消防
奥州金ケ崎行政事務組合
- 水沢消防署金ケ崎分署

### 医療
- 国民健康保険金ケ崎診療所 - 1967年設置の国保金ケ崎病院が、2007年（平成19年）6月1日より国保金ケ崎診療所として開所された。
  - 診療科 ： 内科、外科、婦人科、歯科、小児歯科

### 金ケ崎町公共施設
図書館
- 金ケ崎町立図書館

地区生涯教育センター
- 街地区生涯教育センター
- 永岡地区生涯教育センター
- 南方地区生涯教育センター

- 北部地区生涯教育センター
- 西部地区生涯教育センター
- 三ケ尻地区生涯教育センター

運動施設
- 森山総合公園：陸上競技場、野球場（しんきん森山スタジアム）、テニスコート、パークゴルフ場
  - 生涯スポーツセンター：温水プール、スカッシュコート、アスレチックジムなど
- 金ケ崎町文化体育館
- 金ケ崎町民運動場：多目的グラウンド、ゲートボール場

## 地域

### 金融機関
農協・生協
- 岩手ふるさと農業協同組合
  - 金ケ崎支店
  - 金ケ崎中央支店
- 全労済

## 経済

### 産業
町の基幹産業は農業であるが工業の発展も著しい。町内には岩手県内最大の工業団地（岩手中部（金ケ崎）工業団地）がある。2018年の製造品出荷額は約6,123億円で、岩手県内第1位である（岩手県調査統計課「工業統計調査結果報告書」）。これは東北地方全域の市町村の中でも、仙台市、いわき市、郡山市、黒川郡大和町に次ぐ第5位の数字である。
- 2014年3月4日 - 金ケ崎産直組合ブランディング検討会がカーボン・オフセット大賞の第一回「農林水産大臣賞」を受賞。[7]

### 商業
主に西根地域と三ケ尻地域の国道4号沿いにショッピングセンターやロードサイド店が密集している。また、中心市街地の県道137号沿いに商店街が形成され、個人店等が軒を連ねている。

#### 主な商業施設
- イオン金ケ崎ショッピングセンター（イオンスーパーセンター金ケ崎店）
- ビックハウス 金ケ崎店
- ダイソー イオン金ヶ崎店

### 工業
県内最大の工業団地である岩手中部（金ケ崎）工業団地が所在する。

#### 主な事業所
- トヨタ自動車東日本岩手工場（トヨタ自動車子会社）
- シオノギファーマ金ケ崎工場
- デンソー岩手（デンソー子会社）

## 教育

### 専修学校
- 岩手県立農業大学校 - 農業者研修教育施設

### 高等学校
- 岩手県立金ケ崎高等学校

### 中学校
- 金ケ崎町立金ケ崎中学校

※以下は廃校
- 金ヶ崎町立金ケ崎中学校〈初代〉（1965年・2代目の金ケ崎中学校へ統合）
- 金ヶ崎町立永岡中学校（同上）
- 金ヶ崎町立六原中学校（同上）
- 金ヶ崎町立金ケ崎中学校高谷野原分校（同上）

### 小学校
- 金ケ崎町立金ケ崎小学校
- 金ケ崎町立第一小学校
- 金ケ崎町立三ケ尻小学校

- 金ケ崎町立永岡小学校
- 金ケ崎町立西小学校

※以下は廃校
- 金ヶ崎町立北方小学校（1965年・新設の第一小学校へ統合）
- 金ヶ崎町立六原小学校（同上）
- 金ヶ崎町立二ツ森小学校鉢森分校（1966年・二ツ森小学校へ統合）
- 金ヶ崎町立永沢小学校（1967年・新設の永岡小学校へ統合）
- 金ヶ崎町立永徳寺小学校（同上）

- 金ヶ崎町立百岡小学校（同上）
- 金ヶ崎町立細野小学校（同上）
- 金ヶ崎町立川目小学校（1976年・新設の西小学校へ統合、南方小の一部を含む）
- 金ヶ崎町立川目小学校和光分校（同上）

- 金ヶ崎町立金ケ崎小学校〈初代〉（1980年・2代目の金ケ崎小学校へ統合）
- 金ヶ崎町立南方小学校（同上）
- 金ヶ崎町立第一小学校千貫石分校（1986年・西小学校へ統合）
- 金ヶ崎町立二ツ森小学校（2006年・第一小学校へ統合）

### 幼稚園・保育園
- 金ケ崎町立南方幼稚園
- 金ケ崎町立六原幼稚園
- 金ケ崎町立三ケ尻幼稚園
- 金ケ崎町立永岡幼稚園
- 金ケ崎保育園

- たんぽぽ保育園
- たいよう保育園
- ゆぅゆぅ保育園いわて（トヨタ自動車東日本内）
- かがやき保育園
- あおぞら保育園

### 学校教育以外の施設
運転免許試験場
- 県南運転免許センター

### 社会教育施設
少年自然の家
- 岩手県立県南青少年の家

## 郵便
郵便局
- 金ケ崎郵便局
- 六原郵便局
- 永岡郵便局
- 六原駅前郵便局

## 交通

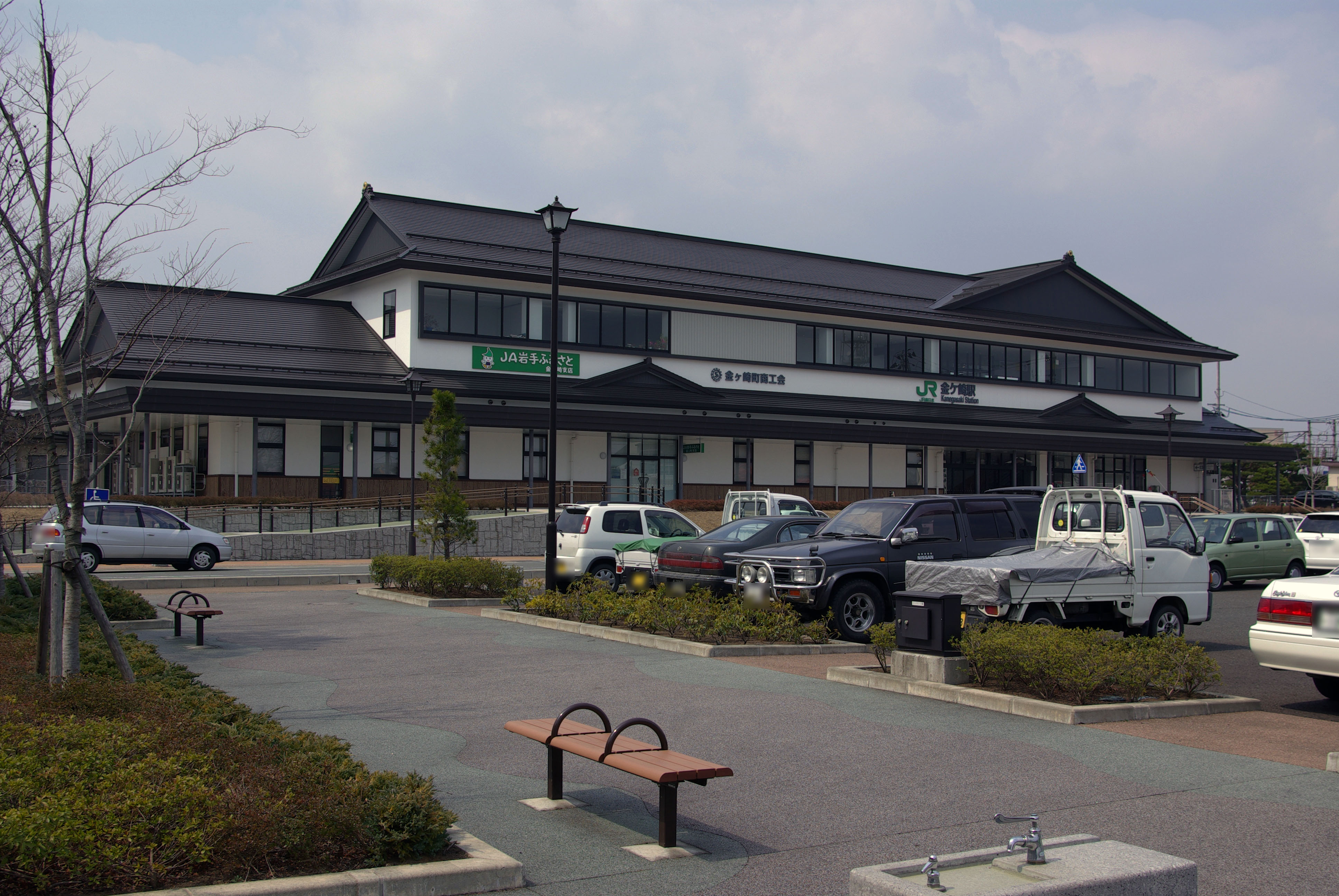
金ケ崎駅

### 鉄道
東日本旅客鉄道（JR東日本）
- 東北本線：金ケ崎駅 - 六原駅

### バス
- 水沢金ケ崎線（野口が委託運行）
- 金ケ崎町田園バス（北都交通が委託運行）

### 道路
- 一般国道

国道4号
- 県道
  - 主要地方道

岩手県道37号花巻平泉線
  - 一般県道

岩手県道108号江刺金ケ崎線
岩手県道137号金ケ崎停車場線
岩手県道159号久田笹長根線
岩手県道196号胆沢金ケ崎線
岩手県道255号広瀬三ケ尻線
岩手県道270号西根佐倉河線
岩手県道302号前沢北上線

### ナンバープレート
- 自動車のナンバープレートは、ご当地ナンバーである「平泉」ナンバーで登録される（他の対象地域は奥州市、一関市、平泉町）。

## 観光

### 名所・旧跡
- 金ケ崎町城内諏訪小路（重要伝統的建造物群保存地区）
- 鳥海柵跡（国の史跡）
- 南部領伊達領境塚（国の史跡）
- 千貫石森林公園
  - 千貫石ため池 - ため池百選（江戸元禄初期から伝わる「人柱伝説」がある）
- 大林城跡
- 永徳寺
- 駒形神社奥宮・里宮 （本社は奥州市）

### 博物館など
- 金ケ崎要害歴史館
- 千田正記念館（登録有形文化財）
- 軍馬の郷六原資料館（登録有形文化財）
- 桑島重三郎記念館

### 祭り
- 金ケ崎火防祭
- 金ケ崎桜まつり
- 子供騎馬武者行列
- 金ケ崎マラソン
- 夏まつり
- 金ケ崎町農業祭り
- 永岡蘇民祭
- アスパラ収穫祭
- オーワングランプリ
- 金ケ崎要害ひな祭り

### 名物・特産物
- いわて奥州牛

### 温泉
- 千貫石温泉
- 永岡温泉夢の湯
- 金ケ崎温泉駒子の湯
- みちのく城址温泉みどりの郷

## スポーツチーム
- トヨタ自動車東日本硬式野球部

## 著名な出身者
- 板宮清治 - 歌人
- 及川三千代 - 歌手
- 桑島法子 - 声優
- 佐藤千尋 - 女子プロ野球選手
- 佐藤得二 - 仏教学者、直木賞作家
- 志賀和多利 - 政治家、衆議院議員、弁護士
- 白鳥加奈子 - モデル
- 千田純生 - 漫画家
- 千田正 - 政治家、参議院議員、岩手県知事 - 金ケ崎町名誉町民
- 平谷美樹 - 小説家
- 宮舘寿喜 - 政治家、岩手県副知事
- 裕子と弥生 - 演歌歌手